# 蔡兆浚
蔡兆浚（1994年—），香港地方志中心助理編輯主任，香港歷史學者，詩人。他亦是香港考古學會的永久會員。。

## 簡歷
蔡兆浚畢業於嶺南大學歷史系哲學碩士，並在修讀學士時取得一級榮譽。他為最早一批加入香港地方志中心的编辑，亦是《香港志·總述 大事記》責任編輯之一，主要負責古代部分。他亦负责《地名》與《附录》部类编纂，编纂工作之餘，亦有為报刊撰文、接受采访及及主講講座。
除了《香港志·總述 大事記》外，葉兆浚在中心內主要研究香港古代史、地名和地方史研究。例如他曾考究香港海鮮舫由來，並指出其前身是源自廣州、珠江一帶的「歌堂船」 。亦曾負責创作及起草「香港自然十景」，以清代《新安縣志》中「新安八景」、1930 年代至 1940 年代的「香江八景」、「香港十景」為據，以四字为格式，先拟定代表香港自然风貌的100个景点，再從票選中選出以下十個景點，包括萬宜柱石、大澳遊涌、大欖千島、帽山雲海、橋咀沙洲、城門樹鏡、白泥觀日、大棠秋葉、東平海角及大東芒草。2024年更獲香港邮政以此為選材，發行一套特别邮票。
他亦有份參與编撰《回归·情义25载》。

### 其他
蔡兆浚喜歡把平日對香港研究的內容，以诗词方式表達，在编纂《香港志·總述 大事記》時，便曾創作三百餘首相關的詩詞。

## 外部連結
- 香港地方志中心有關葉兆浚的內容
- YouTube上的香港地方志中心轉載有線新聞《小事大意義》有關蔡兆浚的專訪—《香港有志 : 年輕有夢3》